# Vogelfreistätte Innstausee bei Attel und Freiham
Koordinaten: 48° 1′ 17″ N, 12° 11′ 3″ O

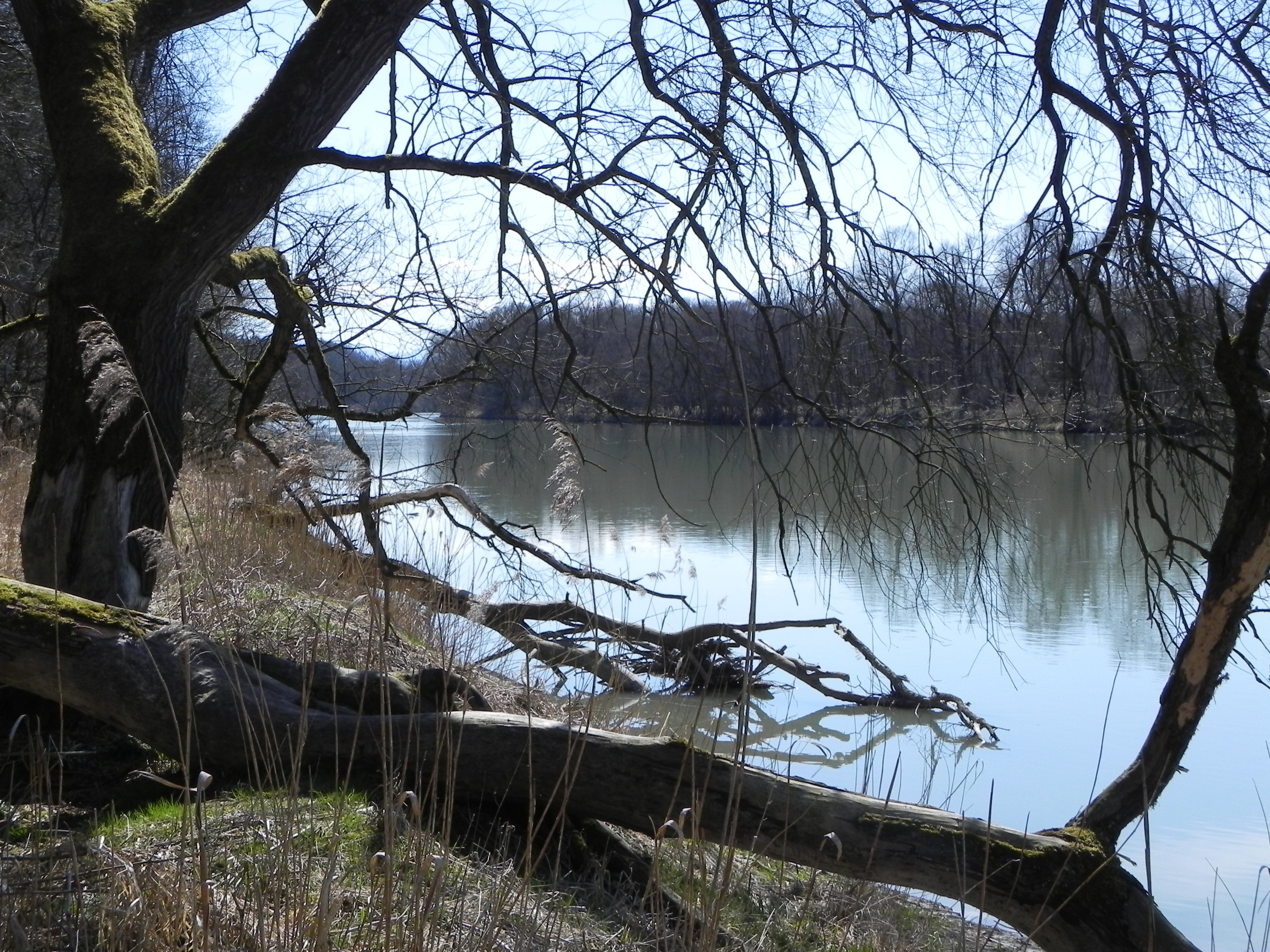
Naturschutzgebiet Vogelfreistätte Innstausee bei Attel und Freiham (April 2013)

Das Naturschutzgebiet Vogelfreistätte Innstausee bei Attel und Freiham liegt im Landkreis Rosenheim in Oberbayern. Das Gebiet ist EU-Vogelschutzgebiet „NSG Vogelfreistätte Innstausee bei Attel und Freiham“ (7939-401) und Teil des FFH-Gebietes „Innauen und Leitenwälder“.
Das 566,3 ha große Gebiet mit der Nr. NSG-00163.01, das im Jahr 1982 unter Naturschutz gestellt wurde, erstreckt sich entlang des Inn zwischen der Kernstadt Wasserburg am Inn im Norden und dem Kernort  Rott am Inn im Süden. Westlich – streckenweise am westlichen Rand des Gebietes – verläuft die B 15 und am südlichen Rand die St 2079.